# Marie-Louise von Bergmann-Winberg
Marie-Louise von Bergmann-Winberg, född 9 juni 1946 i Helsingfors, är en finlandssvensk statsvetare.
von Bergmann-Winberg blev student från Nya svenska samskolan och disputerade vid Svenska handelshögskolan 1987 i ekonomisk politologi med en studie kring välfärd och livsstil i de båda tyska staterna (Wohlfahrt, Lebensniveau und Lebensweise im deutsch-deutschen Vergleich).
Hennes forskning rör främst regioner, entreprenörskap och lokal utveckling. I mitten av 1990-talet knöts hon som biträdande professor till Mitthögskolan, nuvarande Mittuniversitetet, i Östersund där hennes forskning bland annat har inriktat sig på lokal utveckling i Trångsviken och Åre. Hon utnämndes till professor i statsvetenskap vid Mittuniversitetet 2002 och är numera professor emerita.
von Bergmann-Winberg var föremål för en festskrift som gavs ut 2013.